# Fayzat Djoumoi
Pour les articles homonymes, voir Djoumoi.
Fayzat Zakia Djoumoi, née le 27 avril 2001 à Mamoudzou, est une joueuse française de basket-ball évoluant au poste d'ailière.

## Biographie

### Carrière en club
Elle évolue au Fuz'Ellipse de Cavani, au Basket Club de M'tsapéré, à La Tamponnaise de 2013 à 2015, au Tarbes Gespe Bigorre de 2015 à 2016, au Centre fédéral de basket-ball de 2016 à 2019, puis à l'Entente sportive Basket de Villeneuve-d'Ascq - Lille Métropole depuis 2019. Elle est prêtée pour la saison 2020-2021 à la SIG Strasbourg.

### Carrière en sélection
Avec l'équipe de France féminine de basket-ball des 16 ans et moins, elle est championne d'Europe en 2017. 
Avec l'équipe de France féminine de basket-ball des 17 ans et moins, elle est finaliste de la Coupe du monde féminine de basket-ball des moins de 17 ans 2018.
Elle évolue en 2021 en équipe de France féminine de basket-ball des 20 ans et moins.